# Flüelen
Flüelen es una comuna suiza del cantón de Uri, ubicada al norte del cantón, en la ribera inferior del lago de los Cuatro Cantones. Limita al norte con la comuna de Sisikon, al este con Bürglen, al sur con Altdorf, y al oeste con Seedorf, Isenthal y Bauen.

## Transportes
Ferrocarril
Desde la estación ferroviaria de la localidad se puede acceder a algunas de las principales ciudades del país (Basilea, Zug, Zúrich...), además de otros destinos más próximos.